# 増田ゆき
増田 ゆき（ますだ ゆき、1973年2月9日 - ）は、日本の女性声優。マウスプロモーション所属。静岡県熱海市出身。

## 来歴
幼少期はかなり気の弱い子供だった。
中学時代の頃に飽和状態になり、「自分を表現したい！」という気持ちを押さえられなくなった。
表現できる場所を求めたのが、演劇だったが、中学校には演劇部がなく高校進学と同時に演劇部に入部。
その後、それまで漠然としていた将来の夢・仕事をハッキリと自覚したのが、職業としての声優だった。
1993年に東京アナウンス学院を卒業し、江崎プロダクション付属養成所に入所。1995年より、マウスプロモーション（旧・江崎プロダクション）に所属している。
2009年4月17日、インターネットラジオ『シフォン☆シフォン』第9回の更新分で婚約発表と同時に妊娠中であると発表した。この時、実はすでに結婚5年目を迎えており、その際、婚期に関して誰も話を触れなかったため、「お知らせ」という形で発表されることとなった。2009年10月3日に行なわれた吉祥寺アニメワンダーランドにてChiffonsのメンバーである氷上恭子、小島幸子の口頭で、9月15日に無事に出産し、母子共に健康であると発表された。

## 人物
声優としては、テレビアニメ、ゲーム、外画吹き替えを中心に活躍。
呼び名は「ゆきさん」「ゆっきー」など多数、chiffonsのメンバーからは「増田」と呼ばれている。
氷上恭子とゆきのさつきは、東京アナウンス学院の先輩後輩にあたる。

## 出演
太字はメインキャラクター。

### テレビアニメ
1995年
- オズ・キッズ（トビイ）
- 鬼神童子ZENKI
- ストリートファイターII V
- 魔法陣グルグル（グリエル〈2代目〉、妖精、少女2、イリス）

1996年
- エルフを狩るモノたち（1996年 - 1997年、マンドラゴラエルフ、神官エルフ、サリナ） - 2シリーズ
- 逮捕しちゃうぞ（婦警B）
- 爆走兄弟レッツ&ゴー!!（子供B）
- B'T-X（少女A）
- みどりのマキバオー（子供たち）
- 勇者指令ダグオン（少年）

1997年
- HARELUYA II BØY（美津濃かや）
- 烈火の炎（1997年 - 1998年、佐古下柳）

1998年
- アニメ 男はつらいよ〜寅次郎忘れな草〜（満男）
- 金田一少年の事件簿（神津さやか）
- 剣風伝奇ベルセルク（エリカ）
- DTエイトロン（海の少女D）
- トライガン（ムーア）
- バブルガムクライシス TOKYO 2040（ミサエ）
- MASTERキートン（ライザ）
- YAT安心!宇宙旅行（モニカ・フランソワーズ）

1999年
- パワーストーン（サハヤ）
- 魔装機神サイバスター（上条ミズキ）

2000年
- 犬夜叉（2000年 - 2010年、絵理、悟、春嵐、胡蝶、子供、さんぽう） - 2シリーズ
- 幻想魔伝 最遊記（朋茗）
- サクラ大戦TV（榊原由里）
- ニャニがニャンだー ニャンダーかめん（デモンガ）
- ヴァンドレッド（2000年 - 2001年、ブリッジクルーB、ベルヴェデール・ココ） - 2シリーズ
- ポケットモンスター（ユウカ）
- 六門天外モンコレナイト（マーマンのリーダー）

2001年
- あぃまぃみぃ!ストロベリー・エッグ（天和ひびき）
- キャプテン翼（第3作）（2001年 - 2002年、高杉真吾、浦辺反次、小田、レオ〈少年〉）
- 週刊ストーリーランド（受付嬢）

2002年
- サイボーグ009 THE CYBORG SOLDIER（ヘレン、ビーナ）
- 神世紀伝マーズ（2002年 - 2003年、横山春美、天深女）
- デュエル・マスターズ（2002年 - 2010年、キルミー） - 2シリーズ
- NARUTO -ナルト-（2002年 - 2004年、女、サクラの母）
- Weiß kreuz（恵子）
- パタパタ飛行船の冒険（バンチ）

2003年
- L/R -Licensed by Royal-（シンシア）
- クロノクルセイド（シスターアンナ、子供B、ケビン）
- ストラトス・フォー（本庄麗華）
- デジガールPOP!（ネイル）
- トキ この地球（ほし）の未来を見つめて（男の子B、花、女官2、シル、長女 他）
- 魔獣戦線 THE APOCALYPSE（プテラ）

2004年
- 学園アリス（担任先生）
- 今日からマ王!（ニコラ、エルンスト）
- 双恋（一城母）
- デュエル・マスターズ チャージ（キルミー）
- マリア様がみてる（鵜沢美冬）
- 美鳥の日々（栞のママ）
- 無人惑星サヴァイヴ（シンゴの母）

2005年
- 英國戀物語エマ（キッチンメイド）
- ギャラリーフェイク（出迎え客）
- クレヨンしんちゃん（赤ん坊）
- ゾイドジェネシス（ミン・ファミロン）
- マシュマロ通信（受付嬢）

2006年
- おとぎ銃士 赤ずきん（大江戸麻理子）
- 金色のコルダ（2006年 - 2009年、天羽菜美） - 2シリーズ
- Soul Link（永瀬沙佳）
- NIGHT HEAD GENESIS（霧原直也〈子供〉、少女、γ〈ガンマ〉、天元悠子）
- 妖逆門（ハル）
- パピヨンローゼ New Season（レギーナ・アピス）

2007年
- シュガーバニーズシリーズ（ミントうさ、ソフィアのママ）
- 地球へ…（スウェナ・ダールトン、おヤエさん）
- 東京魔人學園剣風帖 龖（マリア・アルカード） - 2シリーズ
- ムシウタ（真由）

2008年
- イタズラなKiss（松本裕子）
- うちの3姉妹（冷蔵庫）
- 喰霊-零-（板橋香奈）
- 地獄少女 三鼎（浅羽須美）
- しゅごキャラ!!どきっ（ルルママ）
- 純情ロマンチカ（先生） - 2シリーズ
- はっけん たいけん だいすき!しまじろう（2008年 - 2011年、マーくん、もっくん） - 2シリーズ
- Mnemosyne-ムネモシュネの娘たち-（ハンナ）
- 名探偵コナン（2008年 - 2016年、看護師、捜査官、ウエイトレス、キャスター、女性、河端理亜）

2009年
- 黒神 The Animation（まゆの母）

2010年
- NARUTO -ナルト- 疾風伝（ヨネ）

2011年
- カードファイト!! ヴァンガード（2011年 - 2019年、ミサキの母） - 2シリーズ
- 魔乳秘剣帖（お満）
- 47都道府犬（静岡犬）

2014年
- 金色のコルダ Blue♪Sky（七海宗介）

2015年
- どうしても干支にはいりたい（2015年 - 2020年、イノシシ） - 2シリーズ
- ローリング☆ガールズ（森友日向代）

2018年
- アイカツフレンズ!（2018年 - 2019年、友希ねね） - 2シリーズ
- 魔法少女サイト（彩の母）

2021年
- さんかく窓の外側は夜（美雪母）

2023年
- 聖女の魔力は万能です（クラウディア夫人）

2024年
- ゆびさきと恋々（雪の母）

### 劇場アニメ
1996年
- チョッちゃん物語（生徒たち）

1997年
- ウルトラニャン 星空から舞い降りたふしぎネコ（ユキ）
- 栄光へのシュプール 猪谷千春物語（猪谷千夏）

1998年
- ウルトラニャン2 ハッピー大作戦（ユキ）

1999年
- ハッピーバースデー 命かがやく瞬間（花村めぐみ）

2001年
- サクラ大戦 活動写真（榊原由里）

2002年
- 犬夜叉 鏡の中の夢幻城（絵理）

2003年
- 犬夜叉 天下覇道の剣（絵理）

2004年
- 犬夜叉 紅蓮の蓬莱島（萌黄）

2005年
- あらしのよるに（ヤギ）

2010年
- 銀幕ヘタリア Axis Powers Paint it, White（白くぬれ!）（ウクライナ）

2019年
- 映画コラショの海底わくわく大冒険!（うさぎのめめ）

### OVA
1995年
- 学校の幽霊

1996年
- 銀河英雄伝説
- 地獄堂霊界通信（早瀬）

1997年
- AIKa（ブルーA）
- サクラ大戦 桜華絢爛（榊原由里）

1999年
- サクラ大戦 轟華絢爛（榊原由里）
- Weiß kreuz（由紀恵）

2000年
- ジオブリーダーズ2 魍魎遊撃隊 File-XX 乱戦突破（奈美子）
- 炎のらびりんす（葵夏）

2002年
- こすぷれCOMPLEX（有井幸子）
- サクラ大戦 神崎すみれ 引退記念 す・み・れ（榊原由里）
- NARUTO 紅き四つ葉のクローバーを探せ（少女）

2003年
- ランジェリー戦士パピヨンローゼ（レギーナ・アピス）

2005年
- MUNTO 時の壁を越えて（イリータ）

2007年
- 今日からマ王! R（ニコラ）

### Webアニメ
- Axis powers ヘタリア（2009年 - 2013年、ウクライナ） - 2シリーズ
- マウスどうぶつえん（2017年 - 、カピバラのゆき）
- マウスどうぶつえん名作劇場（2020年、カピバラのゆき）

### ゲーム
1996年
- サクラ大戦（榊原由里）

1997年
- エルフを狩るモノたち -完全版-（ナンシー、マンドラゴラエルフ）
- エルフを狩るモノたち -花札編-（マンドラゴラエルフ）
- サクラ大戦 蒸気ラジヲショウ（榊原由里）
- サクラ大戦 花組対戦コラムス（榊原由里）
- サクラ大戦 花組通信（榊原由里）

1998年
- エフィカス この想いを君に…（酒井泉）
- サクラ大戦2 〜君、死にたもうことなかれ〜（榊原由里）
- サクラ大戦 帝撃グラフ（榊原由里）
- ゼノギアス（オペレーター）
- 東京魔人學園剣風帖（藤咲亜里沙、マリア・アルカード、天野絵莉）
- Find Love 2 〜Rhapsody〜（小泉瞳）

1999年
- XI JUMBO
- ときめきメモリアル2（坂城匠）
- まぼろし月夜（大嶋つむぎ）
- 悠久幻想曲3 Perpetual Blue（ルーティ・ワイエス）

2000年
- 高機動幻想ガンパレード・マーチ（田辺真紀）
- サクラ大戦 花組対戦コラムス2（榊原由里）
- ハッピィサルベージ（七海マリナ）
- 悠久組曲 All Star Project
- ラグナキュール レジェンド（ウィルマ）

2001年
- デ・ジ・キャラットファンタジー（ルナ）
- ガンダムバトルオンライン（リサ・プリスキン）
- 逮捕しちゃうぞ（シェリル）

2002年
- SHINE〜言葉を紡いで〜（真栄田比奈）
- XIゴ
- サクラ大戦4 〜恋せよ乙女〜（榊原由里）
- 東京魔人學園外法帖（桔梗、お凛）

2003年
- 金色のコルダ（天羽菜美）
- サクラ大戦 〜熱き血潮に〜（榊原由里）
- SUNRISE WORLD WAR Fromサンライズ英雄譚（ネルフェア）
- ラチェット&クランク2 ガガガ!銀河のコマンドーっす（アンジェラ・クロス）

2004年
- アニメバトル 烈火の炎 〜Flame of Recca〜 FINAL BURNING（佐古下柳）
- センチメンタルプレリュード（綾崎操）
- 東京魔人學園外法帖血風録（桔梗、お凛）

2005年
- ゴッド・オブ・ウォー（アルテミス）

2006年
- サウンドノベル・ポータブル かまいたちの夜2 特別篇（久保田みどり）
- Soul Link EXTENSION（永瀬沙佳）
- みんなのテニス（ミランダ）

2007年
- 金色のコルダ2（天羽菜美）
- 金色のコルダ2 アンコール（天羽菜美）
- Que 〜エンシェントリーフの妖精〜（ユリン）
- ジェットインパルス
- スーパーロボット大戦OG ORIGINAL GENERATIONS（フィオナ・グレーデン）
- スーパーロボット大戦OG外伝（フィオナ・グレーデン）

2008年
- かいておぼえる ドラがな（ナレーション）
- ドラマチックダンジョン サクラ大戦 〜君あるがため〜（榊原由里）

2009年
- 金色のコルダ2 f（天羽菜美）
- 金色のコルダ2 f アンコール（天羽菜美）

2010年
- 金色のコルダ3（七海宗介）
- 剣と魔法と学園モノ。3（ソフィアール）

2012年
- 第2次スーパーロボット大戦OG（フィオナ・グレーデン）
- Dragon Age II（イザベラ）
- ファイアーエムブレム 覚醒（リヒト、ベルベット）

2013年
- 金色のコルダ3 フルボイス Special（七海宗介）
- 真・女神転生IV

2014年
- 金色のコルダ3 AnotherSky feat.天音学園（七海宗介）
- 金色のコルダ3 AnotherSky feat.至誠館（七海宗介）
- 金色のコルダ3 AnotherSky feat.神南（七海宗介）

2016年
- 金色のコルダ4（七海宗介）
- 真・女神転生IV FINAL
- スーパーロボット大戦OG ムーン・デュエラーズ（フィオナ・グレーデン）

2017年
- 金色のコルダ2 ff（天羽菜美）

2019年
- 金色のコルダ オクターヴ（七海宗介）
- ファイアーエムブレム ヒーローズ（2019年 - 2022年、ベルベット、リヒト）

2020年
- 九龍妖魔學園紀 ORIGIN OF ADVENTURE（七瀬月魅）

### ドラマCD
- アニメ店長シリーズ（並辺ジュン、ヒロ、ダイスケ）
- エトワールお嬢様の冒険 ドラマCD 〜マール王国の人形姫・外伝〜（吸血鬼A）
- 金色のコルダシリーズ（天羽菜美）
  - 金色のコルダ3シリーズ（七海宗介）
    - プロローグCD 金色のコルダ3 〜はじまりの夏〜
    - 金色のコルダ3 〜熱き心の調べよ〜
      - 金色のコルダ3 SS（スクールシリーズ） IV 〜天音学園〜
      - 金色のコルダ3 〜旋律は深く甘美（あま）く〜
- 純情テロリスト（先生）
- 紳士同盟†（乙宮緑香）
- 星陵最恐物語（綾小路蓮）
- ストリートファイターZERO2外伝 さくら・もっとも危ない女子高生（純子）
- Soul Link（永瀬沙佳）
- 空色パンデミック（穂高真由）
- マリア様がみてる ドラマCD ウァレンティーヌスの贈り物（鵜沢美冬）
- やさしい竜の殺し方（クローディア）
- ラバーズ♥ドール（モモ子）
- ワイルドアームズ アドバンスド3rd オリジナルドラマ（ダイアン）

### 吹き替え

#### 映画
- 青いドレスの女
- アンツ・イン・ザ・パンツ!（リザ）
- アンナと王様（ファー・イン王女）※ソフト版
- アンブレイカブル（ベビーシッター）
- イレイザー ※ビデオ版
- インテンシティ/緊迫（幼いチャイナ・シェパード〈ケイティ・スチュアート〉）
- ウォー・ストーリーズ（ノーラ〈レイク・ベル〉）
- エルム街の悪夢（ナンシー・トンプソン〈ヘザー・ランゲンカンプ〉）※DVD版・ビデオ版
- オズの魔法使※ビデオ版
- 男たちの挽歌（ジャッキー）※旧DVD版
- 男たちの挽歌 II（ジャッキー）※旧DVD版
- グリマーマン ※ビデオ版
- グリンチ ※NHK版
- 恋する遺伝子（女性科学者）
- 恋におぼれて
- 幸福の条件
- サッド・ムービー（スウン）
- 少林サッカー外伝（パッゴウ）
- 世界中がアイ・ラヴ・ユー
- 沈黙の陰謀（ホリー）※DVD版・ビデオ版
- 沈黙の断崖（クリスティーン・カー）※ソフト版
- ターナー&フーチ/すてきな相棒 ※テレビ朝日版
- 小さな魔法使いと秘密の城 リトル・ウィッチ2（エレア〈マリー・ルイーゼ・シュタール〉）※VHS版
- デモリションマン ※テレビ朝日版
- 逃亡者 ※テレビ版
- トゥルー・クライム（ゲイル・ビーチャム）※日本テレビ版
- ドクター・ドリトル2（マヤ・ドリトル）※テレビ東京版
- ドラキュリアン（フィービー〈アシュレイ・バンク〉）
- ニック・オブ・タイム（リリ・ワトソン）※日本テレビ版
- 女人、四十。
- ビバリーヒルズ・コップ3 ※テレビ朝日版
- ヒーロー/靴をなくした天使 ※日本テレビ版
- フォレスト・ガンプ/一期一会（子供時代のジェニー〈ハンナ・ホール〉）※フジテレビ版
- 不思議の国のアリス（アリス）
- ブラックジャック（キャシー）※テレビ朝日版
- ペナルティ・パパ（サム・ウェストン）
- ポネット（カルラ〈カルラ・イベルド〉）
- マイ・ルーム
- ユー・ガット・メール（シドニー・アン）※フジテレビ版
- 40歳からの家族ケーカク（セイディー〈モード・アパトー〉）
- リーサル・ウェポン ※テレビ朝日版
- リベラ・メ
- レジェンド・オブ・ヒーロー/中華英雄（ジュピター）
- 恋愛小説家（ウェイトレス〈レスリー・ステファンソン〉）※VHS・DVD版

#### ドラマ
- アボンリーへの道（セシリー・キング〈第3期以降〉）
- 女弁護士ロージー・オニール（キム）
- 恋するパリジェンヌ　エリザはトップモデル（アリーン）
- 愉快なシーバー家（クリス・シーバー〈アシュレー・ジョンソン〉）
- ロビンソン一家漂流記（クリスティーナ・ロビンソン）
- 対決スペルバインダー（ベン）
- ドクタークイン 大西部の女医物語（ベッキー）
- アナザー・ライフ〜天国からの3日間
- ER緊急救命室
- 恐竜家族
- クリミナル・マインド 特命捜査班レッドセル
- 刑事ナッシュ・ブリッジス
- ザッツ・ライフ〜リディアの人生ゲーム
- 三国志（中国中央電視台） ※NHK-BS2版
- シカゴホープ
- TOUCH/タッチ（カズコ・オオスギ）
- 犯罪捜査官ネイビーファイル
- ビバリーヒルズ青春白書
- プライベート・プラクティス3（ローレン）
- フルハウス
- フレンズ
- ブロッサム
- ボディ・オブ・プルーフ 死体の証言（イリーナ） 
  - シーズン1
  - シーズン2
- 楊家将

#### アニメ
- アメリカ物語 ファイベルの冒険（生徒たち）
- 怪盗カルメンサンディエゴ（女の子）
- 少女チャングムの夢（イファ）
- ジョジョ・サーカス（トリーナ）
- 装甲救助部隊レストル（ジェイ）
- バービーと妖精の国フェアリートピア（アーズラ）
- リトル・マーメイドII Return to The Sea（スイーティ）
- ロボッツ（パイパー）

### ラジオ
- Soul Link テラ地球通信（インターネットラジオ）
- シフォン☆シフォン

### CD
- ずっと君のそばで（1998年4月29日）
  - フジテレビ系アニメ『烈火の炎』エンディングテーマ
- 悠久幻想曲3 Perpetual Blue マキシシングルコレクション Vol.5（2000年7月19日、ルーティ・ワイエス）
- アニメバトル 烈火の炎 〜Flame of Recca〜 FINAL BURNING（2004年6月10日、ゲーム初回限定特典）
  - 「ともしび」

### 教育ソフト
- Do you 脳? 脳力道場
- ベネッセコーポレーション「進研ゼミ小学講座」
  - 「チャレンジ1年生」「チャレンジ2年生」「チャレンジ3年生」（うさぎのめめ）

### その他
- ダイヤモンドの功罪 PV（2023年、イガ[29]）

### シリーズ一覧
1. ↑  第1期（1996年）、第2期『II』（1997年）
2. ↑  第1作（2000年 - 2004年）、第2作『完結編』（2009年 - 2010年）
3. ↑  第1期（2000年）、第2期『the second stage』（2001年）
4. ↑  『デュエル・マスターズ』（2002年）、『デュエル・マスターズ クロス』（2010年）
5. ↑  テレビシリーズ『〜primo passo〜』（2006年 - 2007年）、スペシャル『〜secondo passo〜』（2009年3月26日・6月5日）
6. ↑  第1期（2007年）、第2期『第弐幕』（2007年）
7. ↑  第1期（2008年）、第2期『2』（2008年）
8. ↑  『はっけん たいけん だいすき! しまじろう』（2008年）、『しまじろう ヘソカ』（2011年）
9. ↑  【2011年版『カードファイト!! ヴァンガード』シリーズ】

第1期（2011年）

【2018年版『カードファイト!! ヴァンガード』シリーズ】

新右衛門編（2019年）
10. ↑  第1期（2015年）、第2期『2』（2020年）
11. ↑  第1期（2018年 - 2019年）、第2期『〜かがやきのジュエル〜』（2019年）